# Hrabětice (Janov nad Nisou)
Hrabětice (německy Grafendorf) jsou malá vesnice, část obce Janov nad Nisou v okrese Jablonec nad Nisou. Nachází se asi 1,5 kilometru na severovýchod od Janova nad Nisou. Hrabětice leží v katastrálním území Janov nad Nisou o výměře 7,48 km².

## Historie
První písemná zmínka o vesnici pochází z roku 1748.

## Pamětihodnosti
- Pamětní deska a místo dělnických srazů na hoře Nekras a kamenná rozhledna Královka tamtéž
- Přírodní památka Tichá říčka
- Lyžařský areál Severák

## Galerie

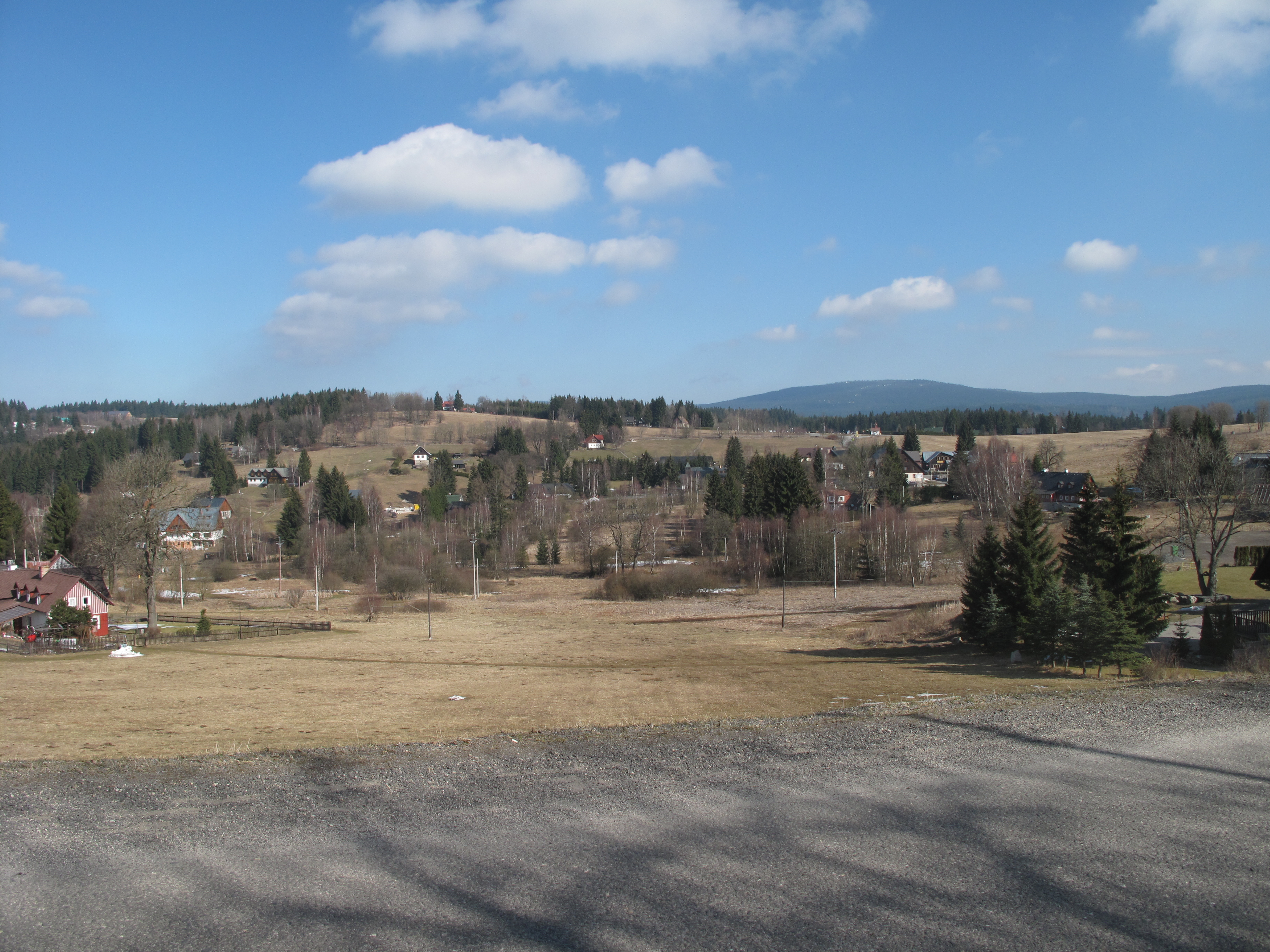
Pohled na ves
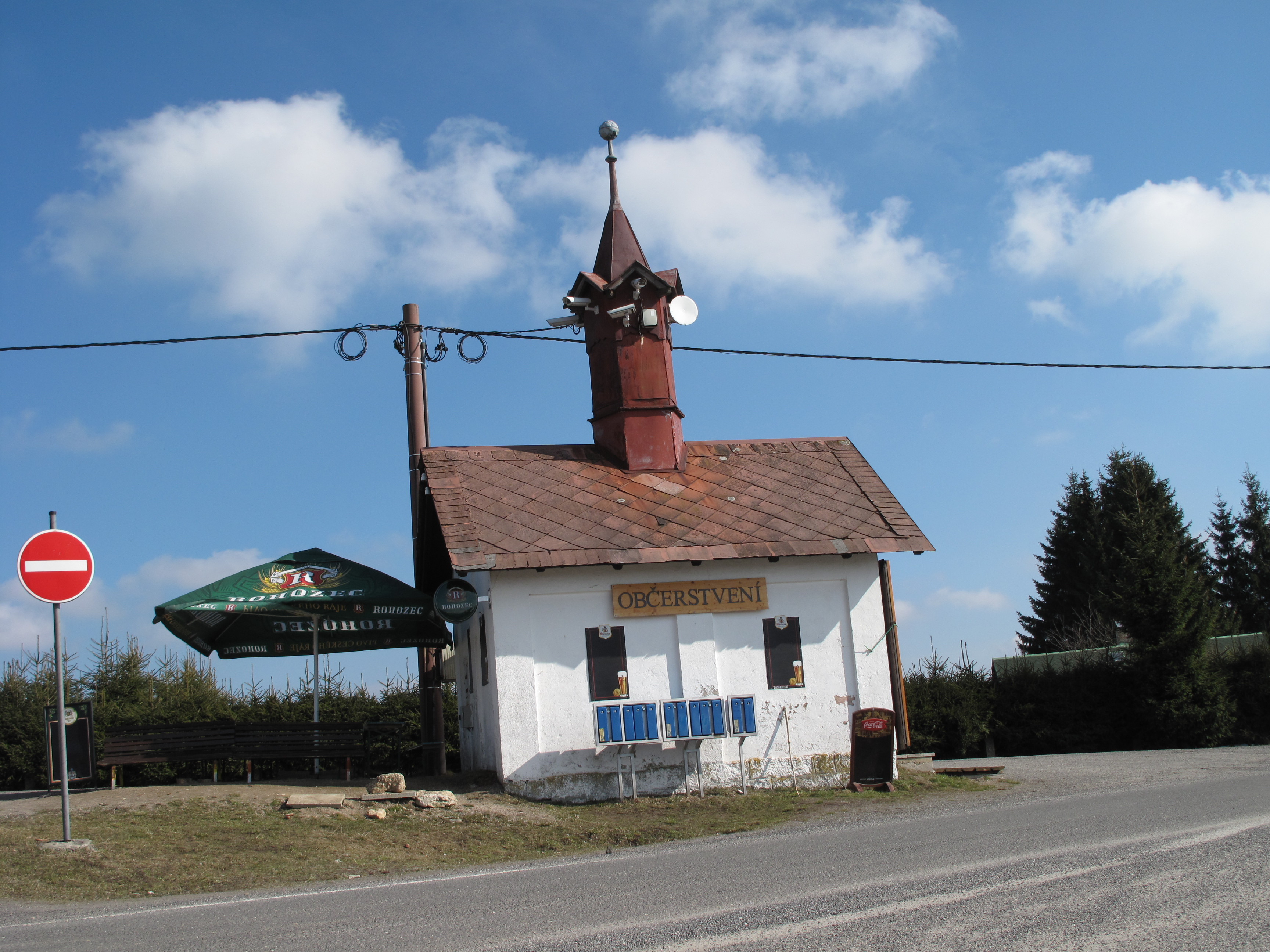
Kaplička
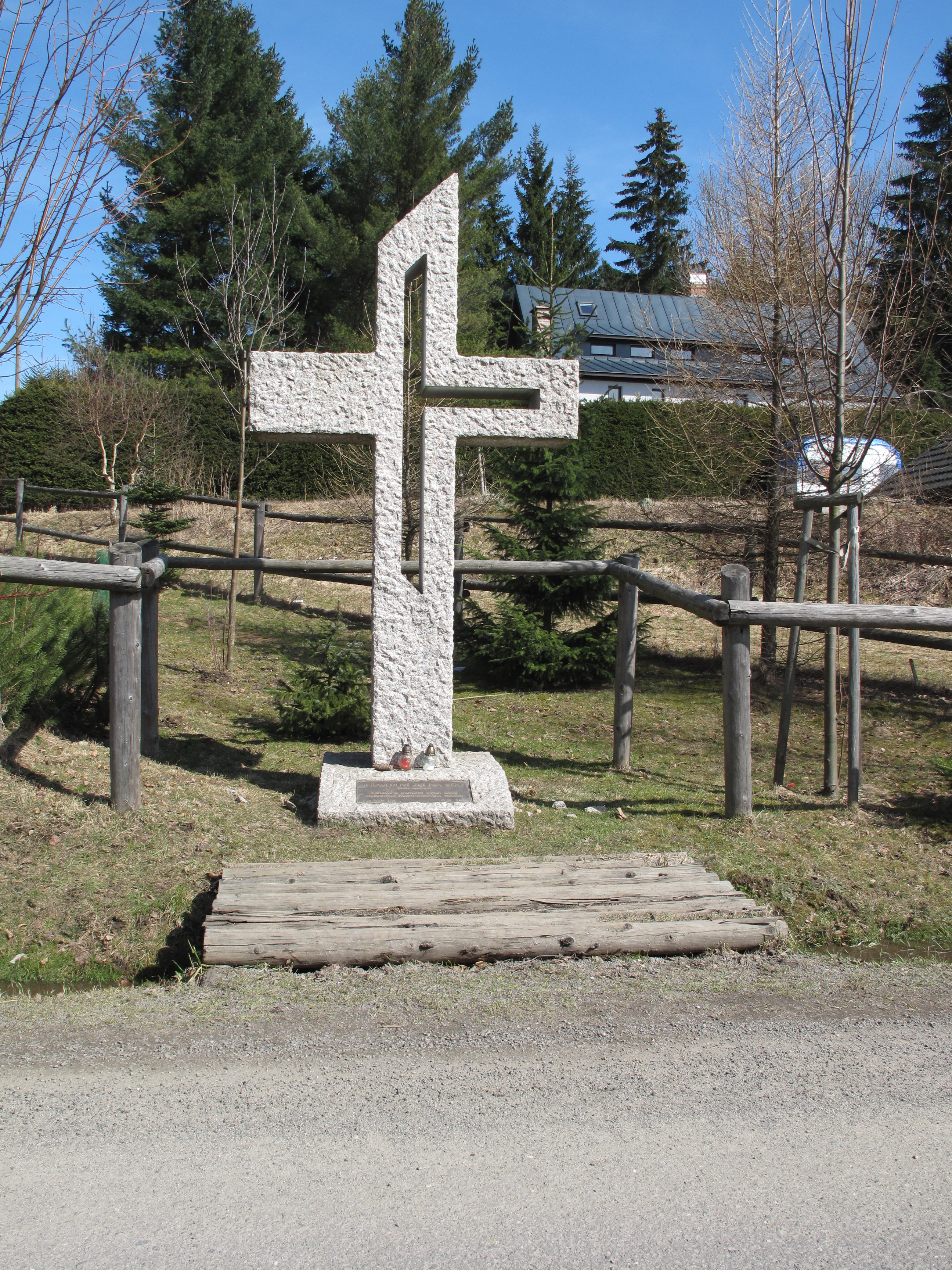
Pomník obětem komunismu